# Silvà (usurpador)
Silvà (Silvanus) fou un general d'infanteria a la Gàl·lia que va usurpar el tron imperial.
Va servir a Magnenci i va desertar les seves files per passar a Constanci II poc abans de la batalla de Mursa Major. Però a causa del fet que fou acusat falsament de traïció es va revoltar i es va proclamar emperador a Colònia vers el juliol del 355 just al moment en què la seva innocència quedava demostrada.
Ursucí fou enviat per dominar la rebel·lió i per traïció va aconseguir l'assassinat de Silvà només 28 dies de la seva proclamació com august (agost del 355). La seva usurpació és narrada per Ammià Marcel·lí, el qual també afirma que era fill de Bonitus, cap franc que serví a Constantí I el Gran contra Licini I.